# Central Line

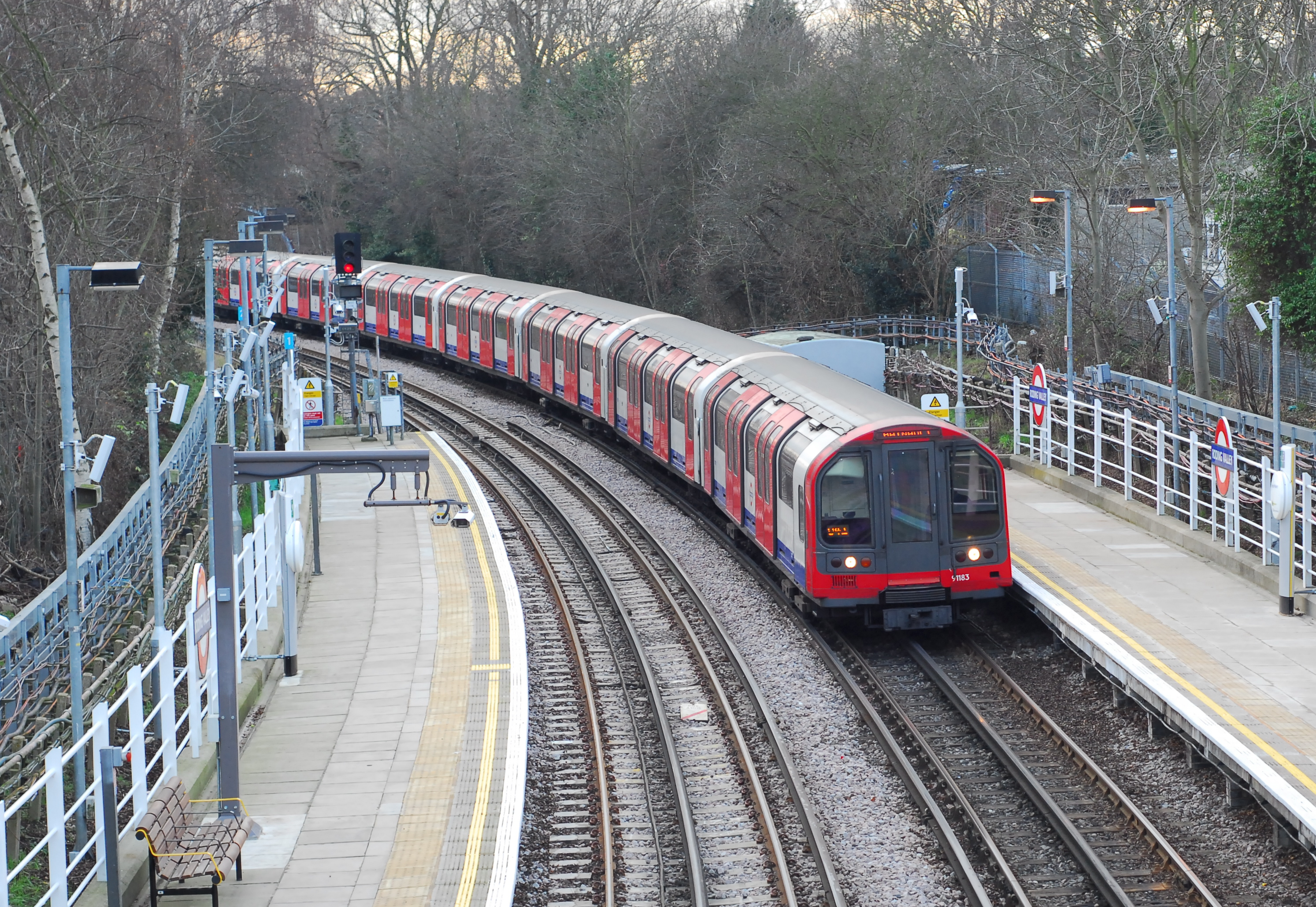
Een trein rijdt station Roding Valley binnen.

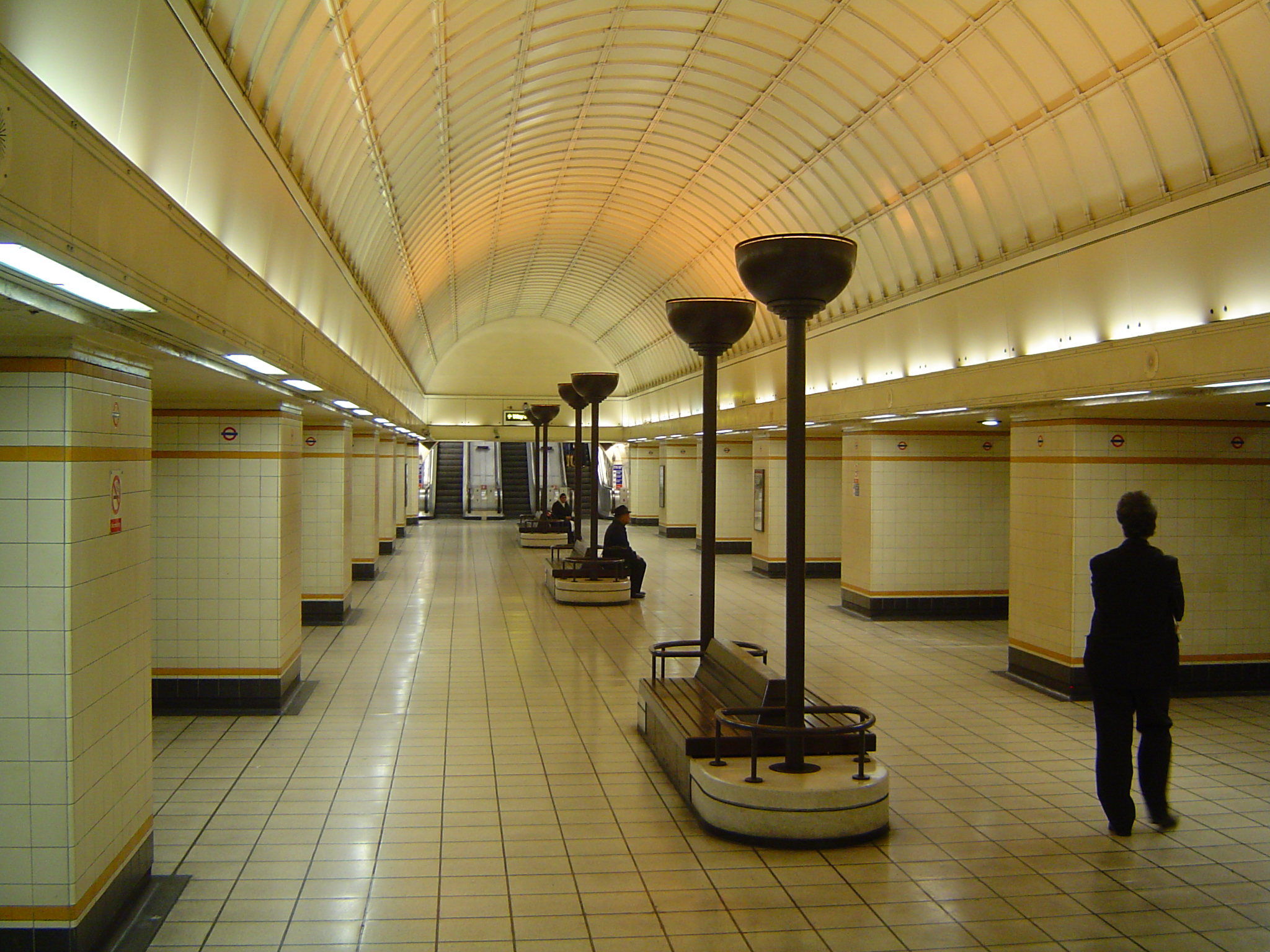
De perronhal van station Gants Hill werd gebouwd naar het voorbeeld van de Moskouse metro.

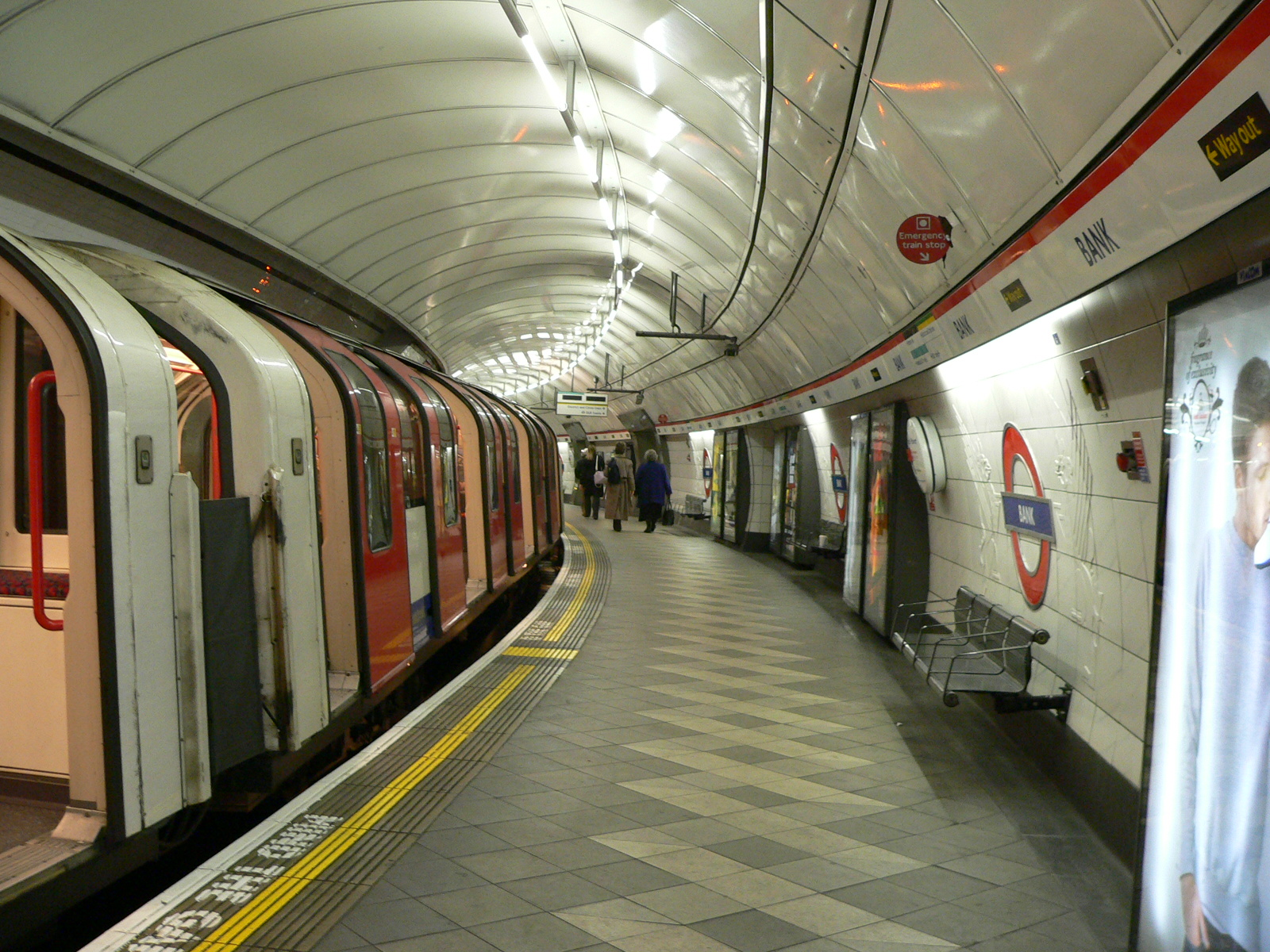
Trein in station Bank

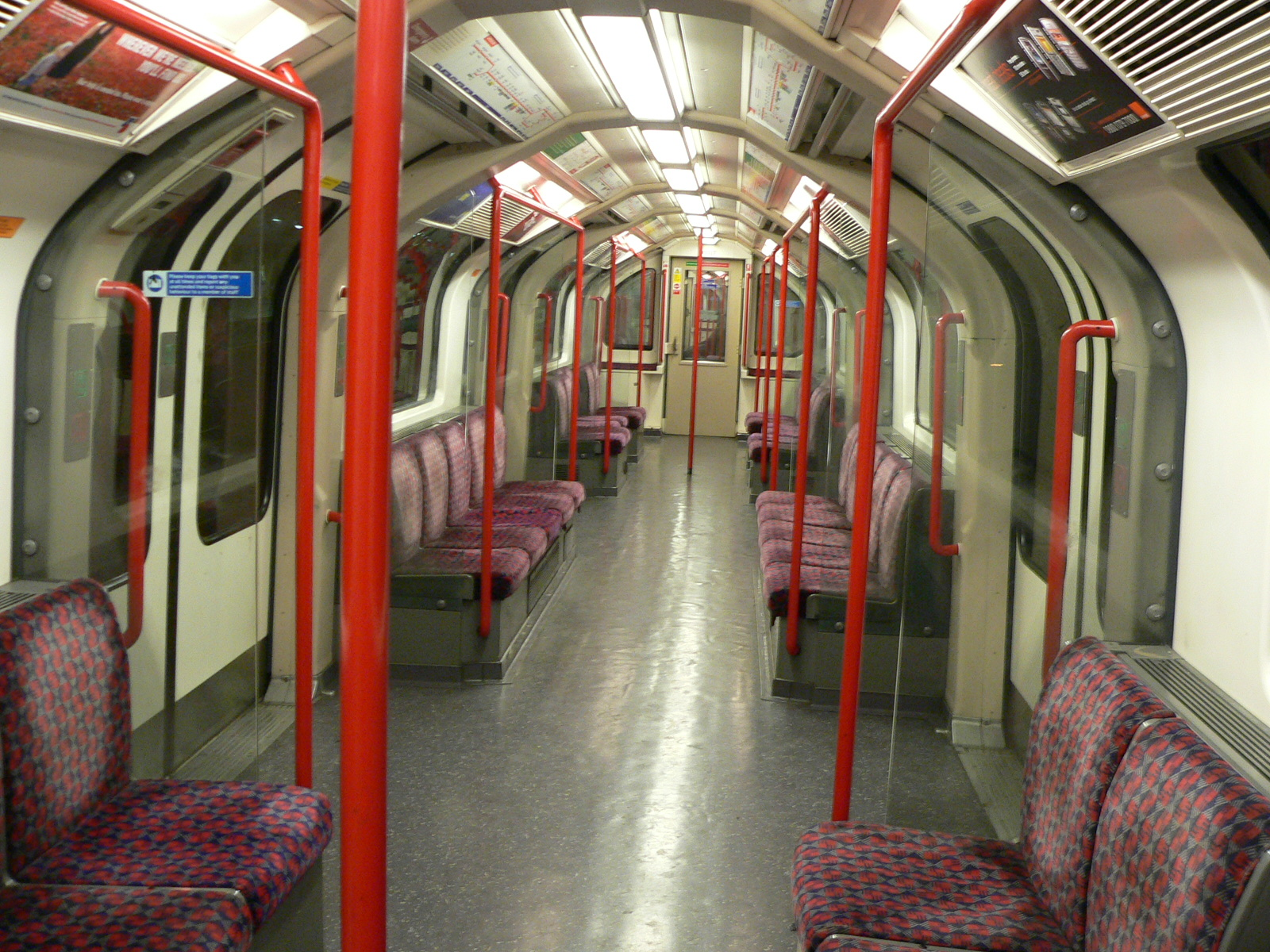
Interieur van een trein van de Central Line

De Central Line is een lijn van de Londense metro. De lijn loopt van het oosten naar het westen van Londen en splitst zich aan beide uiteinden (→ kaart). De Central Line bedient 49 stations en heeft een lengte van 73,5 kilometer, waarmee het de langste lijn van het net is. Op kaarten wordt de lijn aangegeven met de kleur rood. Het is een "deep-level"-lijn, wat wil zeggen dat hij gebruikmaakt van diepgelegen geboorde tunnels. Buiten het centrum ligt het tracé grotendeels bovengronds.

## Geschiedenis

### Het begin
In 1891 werd de Central London Railway opgericht met het doel een metrolijn te bouwen tussen Shepherd's Bush en Bank in het hart van de City. De opening van de lijn werd tweemaal (1894 en 1899) uitgesteld en de eerste trein met passagiers reed op 30 juli 1900. De lijn stond vanaf het begin bekend als de "Twopenny Tube", omdat er een eenheidstarief van twee penny gold - vanaf 1907 werd het tarief afhankelijk van de gereisde afstand.
Op 14 mei 1908 werd de lijn in het westen door middel van een lus verlengd naar station Wood Lane Exhibition (nabij het huidige station White City, dat het in 1947 verving), om het terrein van de Frans-Britse tentoonstelling te bedienen. Na afloop van de tentoonstelling bleef de lijn in gebruik. De tweede uitbreiding van de lijn, in het oosten tot Liverpool Street, vond plaats op 28 juli 1912. Op 3 augustus 1920 werd een korte verbinding geopend van station Wood Lane naar een spoorlijn van de Great Western Railway (GWR), waarover treinen van de Central Line gingen doorrijden naar Ealing Broadway.

### New Works Programme
Als onderdeel van het New Works Programme 1935-40 werd in juni 1935 een aantal verdere verlengingen van de lijn voorgesteld. In het westen zouden vanaf North Acton langs een bestaande GWR-lijn twee nieuwe sporen worden aangelegd, zodat de Central Line ook naar West Ruislip kon gaan rijden. Vanaf Liverpool Street zou een nieuwe tunnel worden gebouwd die zou aansluiten op bestaande spoorlijnen naar Loughton en Grange Hill, om de verstopte London & North Eastern Railway bij Stratford en Ilford te ontlasten. De oostelijke verlenging kwam nog voor de Tweede Wereldoorlog gereed, maar de opening ervan werd uitgesteld. Tijdens de oorlog werd de (diepgelegen en dus goed tegen bombardementen beschermde) tunnel ingericht als munitiefabriek.
Na de oorlog kon het nieuwe traject eindelijk in gebruik genomen worden. Het eerste deel, van Liverpool Street naar station Stratford, opende op 4 december 1946, het splitsingsstation Leytonstone werd bereikt op 5 mei 1947. In een aantal etappes werden vervolgens de nog ontbrekende trajecten van het plan aan beide uiteinden van de lijn opengesteld. Op 21 november 1948 waren alle uitbreidingen gereed: in het westen tot West Ruislip, in het oosten tot Loughton met een lusvormige aftakking van Leytonstone via Hainault naar Woodford. Dit lijngedeelte werd vanaf begin jaren 1960 gebruikt als testtraject voor automatische treinbesturing (ATO, Automatic Train Operation), die vanaf 1968 op de Victoria Line zou worden toegepast. De verbinding met de hoofdlijn bij Ilford werd gesloten.
De laatste verlenging van de Central Line vond plaats op 25 september 1949, toen de tracés Loughton - Epping en Epping - Ongar werden overgenomen van British Rail.

### Epping-Ongar-lijn
De lijn van Epping naar Ongar werd in 1949 weliswaar in het metronet opgenomen, maar was niet geëlektrificeerd en werd in opdracht van London Underground met stoomtreinen geëxploiteerd door de Britse spoorwegen. Pas in 1957 volgde de elektrificatie van het afgelegen lijntje, waarop een pendeldienst werd onderhouden. Veel reizigers waren er nooit, waardoor de lijn in 1994 werd gesloten en verkocht aan de Pilot Group. De verbinding met de Central Line bij Epping werd opgebroken, maar de rest van het traject bleef behouden. De Epping-Ongar-lijn doet nu dienst als toeristische spoorweg.

### Ontsporing en sluiting in 2003
Op 25 januari 2003 ontspoorde een trein van de Central Line bij Chancery Lane, nadat een motor van de trein was losgeraakt en op de rails terechtgekomen was; 32 reizigers raakten gewond. Er werd een onderzoek naar het ongeluk ingesteld en in afwachting van de resultaten werd de hele lijn buiten gebruik gesteld. Nadat de eerste treinen waren aangepast werd de lijn in etappes heropend. Eind maart was er weer een beperkte dienst op de uiteinden van de Central Line. In april werd ook de dienst in het centrum hersteld.

## Dienstuitvoering
De dienst op de Central Line bestaat uit twee hoofdroutes, die op werkdagen elke 6-7 minuten bereden worden:
- West Ruislip - Epping
- Ealing Broadway - Hainault (- Woodford)

Een derde van de treinen vanaf West Ruislip eindigt in Loughton, een derde van de treinen naar Hainault rijdt door naar Woodford. In spits wordt de frequentie verhoogd, op zondagen rijdt op beide routes elke 10 minuten een trein. Daarnaast bestaan er enkele diensten die slechts een deel van de lijn berijden, met name tussen White City en Newbury Park. De reistijd van West Ruislip naar Epping bedraagt 89 minuten, van Ealing Broadway naar Hainault 69 minuten.
De Central line is een van de lijnen die sinds 2016 deel uitmaakt van de "night tube". Deze lijnen zijn ook geopend op vrijdag -en zaterdagnacht. Hierdoor ontstaat er van vrijdagochtend tot zondagavond een aanbod van 24u op 24u metro's.
Tijdens de "night tube" wordt echter niet de volledige lijn bediend. Metro's rijden tussen White City & Leytonstone (om de 20 min) en tussen Ealing Broadway & Loughton/Hainault (om de 20 min). Op het gemeenschappelijk traject (centrum Londen) geeft dit dan een frequentie van één metro om de 10 min

## Materieel
De Central Line beschikt over een vloot van 85 achtrijtuigtreinen van het Type 1992. Dit materieel werd tussen 1993 en 1995 geleverd door Adtranz in Derby, en verving Type 1962. Het waren de eerste Londense metrotreinen waarin de stations automatisch worden omgeroepen. Elk rijtuig beschikt per zijde over vier deuren: twee enkele aan de uiteinden, twee dubbele in het midden. De maximumsnelheid van de treinstellen is 100 km/u.
In 1996 werd de lijn voorzien van Automatic Train Operation (ATO), dat in de jaren daarna in enkele etappes daadwerkelijk in gebruik werd genomen. Voor onderhoud en stalling van de treinen zijn er depots aanwezig bij de stations West Ruislip, Hainault en White City.

## Stations

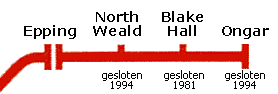

De gesloten stations staan cursief in de tabel
| Zijtakken       | Hoofdlijn            | Overstappunt | Foto * | Type                         | Geopend           | Ligging                       | Opmerkingen |
| --------------- | -------------------- | ------------ | ------ | ---------------------------- | ----------------- | ----------------------------- | --- |
|                 | West Ruislip         |              | 1 !    | Maaiveld                     | 2 april 1906      | 51° 34′ 10″ NB, 0° 26′ 16″ WL | metro sinds 21 november 1948 |
|                 | Ruislip Gardens      |              | 2 !    | Talud                        | 9 juli 1934       | 51° 33′ 38″ NB, 0° 24′ 39″ WL | Spoorwegperrons gesloten op 21 juli 1958 |
|                 | South Ruislip        |              | 3 !    | Talud                        | 1 mei 1908        | 51° 33′ 23″ NB, 0° 23′ 55″ WL | |
|                 | Northolt             |              | 4 !    | Maaiveld                     | 21 November 1948  | 51° 32′ 53″ NB, 0° 22′ 6″ WL  | |
|                 | Greenford            |              | 5 !    | Viaductstation               | 1 oktober 1904    | 51° 32′ 33″ NB, 0° 20′ 45″ WL | metro sinds 30 juni 1947 |
|                 | Perivale             |              | 6 !    | Talud                        | 30 juni 1947      | 51° 32′ 11″ NB, 0° 19′ 25″ WL | |
|                 | Hanger Lane          |              | 7 !    | Uitgraving                   | 30 juni 1947      | 51° 31′ 48″ NB, 0° 17′ 34″ WL | |
| Ealing Broadway | ↑↓                   |              | 8 !    | Uitgraving                   | 6 april 1838      | 51° 30′ 53″ NB, 0° 18′ 5″ WL  | Metro sinds 1 maart 1883, Central Line sinds 3 augustus 1920 |
| West Acton      | ↑↓                   |              | 9 !    | Uitgraving                   | 5 november 1923   | 51° 31′ 4″ NB, 0° 16′ 51″ WL  | |
| North Acton     | North Acton          |              | 10 !   | Uitgraving                   | 5 november 1923   | 51° 31′ 24″ NB, 0° 15′ 35″ WL | |
|                 | East Acton           |              | 11 !   | Talud                        | 3 augustus 1920   | 51° 30′ 59″ NB, 0° 14′ 51″ WL | |
|                 | White City           |              | 12 !   | Dubbelgewelfdstation         | 23 november 1947  | 51° 30′ 43″ NB, 0° 13′ 27″ WL | Vervanger van Wood Lane |
|                 | Wood Lane            |              | 13 !   | Loods                        | 14 mei 1908       | 51° 30′ 33″ NB, 0° 13′ 28″ WL | 22 november 1947 gesloten |
|                 | Shepherd's Bush      |              | 14 !   | Dubbelgewelfdstation         | 30 juli 1900      | 51° 30′ 20″ NB, 0° 13′ 34″ WL | |
|                 | Holland Park         |              | 15 !   | Dubbelgewelfdstation         | 30 juli 1900      | 51° 30′ 26″ NB, 0° 20′ 20″ WL | |
|                 | Notting Hill Gate    |              | 16 !   | Gestapeld station            | 30 juli 1900      | 51° 30′ 32″ NB, 0° 11′ 50″ WL | |
|                 | Queensway            |              | 17 !   | Dubbelgewelfdstation         | 30 juli 1900      | 51° 30′ 37″ NB, 0° 11′ 15″ WL | |
|                 | Lancaster Gate       |              | 18 !   | Dubbelgewelfdstation         | 30 juli 1900      | 51° 30′ 42″ NB, 0° 10′ 32″ WL | |
|                 | Marble Arch          |              | 19 !   | Dubbelgewelfdstation         | 30 juli 1900      | 51° 30′ 48″ NB, 0° 9′ 30″ WL  | |
|                 | Bond Street          |              | 20 !   | Dubbelgewelfdstation         | 24 september 1900 | 51° 30′ 52″ NB, 0° 8′ 58″ WL  | 1 mei 1979 Jubilee Line toegevoegd |
|                 | Oxford Circus        |              | 21 !   | Dubbelgewelfdstation         | 30 juli 1900      | 51° 30′ 55″ NB, 0° 08′ 30″ WL | |
|                 | Tottenham Court Road |              | 22 !   | Dubbelgewelfdstation         | 30 juli 1900      | 51° 30′ 58″ NB, 0° 7′ 51″ WL  | 24 mei 2022 Elizabeth Line toegevoegd. |
|                 | British Museum       |              | 23 !   | Dubbelgewelfdstation         | 30 juli 1900      | 51° 31′ 3″ NB, 0° 07′ 22″ WL  | Op 25 september 1933 vervangen door perrons bij Holborn |
|                 | Holborn              |              | 24 !   | Dubbelgewelfdstation         | 15 december 1906  | 51° 31′ 2″ NB, 0° 7′ 12″ WL   | Sinds 25 september 1933 ook aan de Central Line |
|                 | Chancery Lane        |              | 25 !   | Dubbelgewelfdstation         | 30 juli 1900      | 51° 31′ 6″ NB, 0° 6′ 40″ WL   | |
|                 | St. Paul's           |              | 26 !   | Gestapeld station            | 30 juli 1900      | 51° 30′ 53″ NB, 0° 5′ 51″ WL  | |
|                 | Bank                 |              | 27 !   | Dubbelgewelfdstation         | 6 oktober 1884    | 51° 30′ 48″ NB, 0° 5′ 19″ WL  | Sinds 30 juli 1900 een station van de Central Line |
|                 | Liverpool Street     |              | 28 !   | Dubbelgewelfdstation         | 12 juli 1875      | 51° 31′ 7″ NB, 0° 4′ 51″ WL   | Geopend als Bishopsgate, 1 november 1909 omgedoopt in Liverpool Street, vanaf 28 juli 1912 een station van de Central Line 24 mei 2022 Elizabeth Line toegevoegd |
|                 | Bethnal Green        |              | 29 !   | Dubbelgewelfdstation         | 4 December 1946   | 51° 31′ 38″ NB, 0° 3′ 20″ WL  | |
|                 | Mile End             |              | 30 !   | Ondiep gelegen zuilenstation | 2 juni 1902       | 51° 31′ 31″ NB, 0° 2′ 1″ WL   | Sinds 4 December 1946 een station van de Central Line |
|                 | Stratford            |              | 31 !   | Talud                        | 20 juni 1839      | 51° 32′ 28″ NB, 0° 0′ 10″ WL  | 4 dec 1946 geopend voor de Central Line 31 aug 1987 Docklands Light Railway toegevoegd 14 mei 1999 Jubilee Line toegevoegd 24 mei 2022 Elizabeth Line toegevoegd |
|                 | Leyton               |              | 32 !   | Maaiveld                     | 22 augustus 1856  | 51° 33′ 24″ NB, 0° 0′ 19″ WL  | Sinds 5 mei 1947 metrostation |
| Leytonstone     | Leytonstone          |              | 33 !   | Maaiveld                     | 22 augustus 1856  | 51° 34′ 6″ NB, 0° 0′ 30″ OL   | Sinds 5 mei 1947 metrostation |
| Wanstead        | ↑↓                   |              | 34 !   | Dubbelgewelfdstation         | 14 december 1947  | 51° 34′ 32″ NB, 0° 1′ 44″ OL  | |
| Redbridge       | ↑↓                   |              | 35 !   | Ondiep gelegen zuilenstation | 14 december 1947  | 51° 34′ 34″ NB, 0° 2′ 43″ OL  | |
| Gants Hill      | ↑↓                   |              | 36 !   | Pylonenstation               | 14 december 1947  | 51° 34′ 36″ NB, 0° 3′ 58″ OL  | Gebouwd naar het ontwerp van het Russische pylonenstation Elektrozavodskaja in Moskou.                                                                           |
| Newbury Park    | ↑↓                   |              | 37 !   | Uitgraving                   | 1 mei 1903        | 51° 34′ 32″ NB, 0° 5′ 25″ OL  | Sinds 14 december 1947 onderdeel van de Central Line |
| Barkingside     | ↑↓                   |              | 38 !   | Maaiveld                     | 1 mei 1903        | 51° 35′ 9″ NB, 0° 5′ 19″ OL   | Sinds 31 mei 1948 onderdeel van de Central Line |
| ↑↓              | Snaresbrook          |              | 39 !   | Maaiveld                     | 22 augustus 1856  | 51° 34′ 51″ NB, 0° 1′ 18″ OL  | Sinds 14 december 1947 onderdeel van de Central Line |
| ↑↓              | South Woodford       |              | 40 !   | Maaiveld                     | 22 augustus 1856  | 51° 35′ 30″ NB, 0° 1′ 39″ OL  | Sinds 14 december 1947 onderdeel van de Central Line |
| Fairlop         | ↑↓                   |              | 41 !   | Talud                        | 1 mei 1903        | 51° 35′ 45″ NB, 0° 5′ 28″ OL  | Sinds 31 mei 1948 onderdeel van de Central Line |
| Hainault        | ↑↓                   |              | 42 !   | Talud                        | 1 mei 1903        | 51° 36′ 12″ NB, 0° 5′ 36″ OL  | Sinds 31 mei 1948 onderdeel van de Central Line |
| Grange Hill     | ↑↓                   |              | 43 !   | Uitgraving                   | 1 mei 1903        | 51° 36′ 48″ NB, 0° 5′ 32″ OL  | Sinds 21 november 1948 onderdeel van de Central Line |
| Chigwell        | ↑↓                   |              | 44 !   | Uitgraving                   | 1 mei 1903        | 51° 37′ 4″ NB, 0° 4′ 32″ OL   | Sinds 21 november 1948 onderdeel van de Central Line |
| Roding Valley   | ↑↓                   |              | 45 !   | Maaiveld                     | 1 mei 1903        | 51° 37′ 1″ NB, 0° 2′ 38″ OL   | Sinds 21 november 1948 onderdeel van de Central Line |
| Woodford        | Woodford             |              | 46 !   | Maaiveld                     | 22 augustus 1856  | 51° 36′ 25″ NB, 0° 2′ 3″ OL   | Sinds 14 december 1947 onderdeel van de Central Line |
|                 | Buckhurst Hill       |              | 47 !   | Maaiveld                     | 22 augustus 1856  | 51° 37′ 36″ NB, 0° 2′ 49″ OL  | Sinds 21 november 1948 onderdeel van de Central Line |
|                 | Loughton             |              | 48 !   | Talud                        | 22 augustus 1856  | 51° 38′ 29″ NB, 0° 3′ 19″ OL  | Sinds 21 november 1948 onderdeel van de Central Line |
|                 | Debden               |              | 49 !   | Maaiveld                     | 24 april 1865     | 51° 38′ 43″ NB, 0° 5′ 2″ OL   | Sinds 21 november 1948 onderdeel van de Central Line |
|                 | Theydon Bois         |              | 50 !   | Maaiveld                     | 24 april 1865     | 51° 40′ 18″ NB, 0° 6′ 12″ OL  | Sinds 21 november 1948 onderdeel van de Central Line |
|                 | Epping               |              | 51 !   | Maaiveld                     | 22 augustus 1856  | 51° 41′ 37″ NB, 0° 6′ 50″ OL  | Sinds 21 november 1948 onderdeel van de Central Line |
|                 | North Weald          |              | 52 !   | Maaiveld                     | 1 april 1865      | 51° 42′ 41″ NB, 0° 9′ 49″ OL  | 25 September 1949 onderdeel van de Central Line. 30 september 1994 gesloten door de Underground. Sinds 25 mei 2012 onderdeel van een museumlijn.                 |
|                 | Blake Hall           |              | 53 !   | Maaiveld                     | 1 april 1865      | 51° 42′ 41″ NB, 0° 12′ 16″ OL | 25 September 1949 onderdeel van de Central Line. 31 oktober 1981 gesloten door de Underground.                                                                   |
|                 | Ongar                |              | 54 !   | Maaiveld                     | 24 april 1865     | 51° 42′ 32″ NB, 0° 14′ 34″ OL | 25 September 1949 onderdeel van de Central Line. 30 september 1994 gesloten door de Underground. Sinds 25 mei 2012 onderdeel van een museumlijn.                 |

* De sorteerwaarde van de foto is de ligging langs de lijn

## Toekomst
In 2014 maakte Transport for London bekend dat de 1992 stock, de huidige treinstellen vervangen zullen worden. De nieuwe treinstellen maken deel uit van het 'New Tube for London' project waarbij er een nieuwe generatie treinstellen zal worden aangekocht die alle huidige zullen vervangen op de Central line, Bakerloo Line, Piccadilly line en Waterloo & City line.
Alle kandidaat constructeurs mogen een eigen ontwerp indienen bij hun bod op de openbare aanbesteding.

## Varia
- De Central Line kent veel bochten op het oudste stuk van de lijn tussen Shepherd's Bush en Bank. Dit komt omdat men ten tijde van de bouw van de lijn  moest betalen om onder oude gebouwen door te mogen tunnelen. Deze kost zou de algemene kostprijs zo enorm opdrijven dat de bouwheren beslisten om de lijn op de meeste plaatsen de straten te laten volgen. Men moest dus hier niet in tegenstelling tot de oude methode "van cut and cover" de straten openbreken maar nog wel rekening houden met de oude straten en hun route. De grote hoeveelheid bochten heeft een grote impact op de lijn. De sporen in de bochten verslijten immers sneller dan op rechte stukken wat de onderhoudskosten omhoog duwt. De vele bochten zorgen voor meer lawaai. De Central Line is dan ook een van de meest lawaaierige lijnen van de Londense metro.[1]